# Картер-Викерс, Кэмерон
Кэ́мерон Ро́берт Ка́ртер-Ви́керс (англ. Cameron Robert Carter-Vickers; родился 31 декабря 1997, Саутенд-он-Си) — футболист, защитник клуба «Селтик». Несмотря на то, что он родился и вырос в Англии, на международном уровне представляет сборную США.

## Клубная карьера
Картер-Викерса в возрасте 10 лет заметили скауты лондонского клуба «Тоттенхэм Хотспур», а через год он стал игроком академии «шпор».
Летом 2016 года принял участие в Международном кубке чемпионов, предсезонном турнире, в котором «Тоттенхэм» провёл 2 игры в Мельбурне. В обоих матчах вышел в стартовом составе «шпор» в футболке с номером «38». Это были игры против «Ювентуса» и против «Атлетико Мадрид».
21 сентября 2016 года Картер-Викерс дебютировал за основной состав «Тоттенхэм Хотспур» в матче третьего раунда Кубка Футбольной лиги против «Джиллингема».
25 августа 2017 года защитник отправился в сезонную аренду в клуб «Шеффилд Юнайтед», который вышел в Чемпионшип. 12 сентября дебютировал за клуб в матче против «Болтон Уондерерс», забив гол в этой игре на 33-й минуте, который стал победным, гарантировав «клинкам» победу со счётом 1:0.

## Карьера в сборной
В августе 2014 года Картер-Викерс впервые сыграл за сборную США до 18 лет. В октябре того же года Кэмерон уже играл за сборную США до 23 лет. В 2015 году он вошёл в состав сборной США до 20 лет на чемпионате мира в Новой Зеландии. Там он вышел в стартовом составе в нескольких матчах, хотя на тот момент ему было 17 лет. Сборная США выбыла из турнира на стадии четвертьфинала, проиграв по пенальти Сербии .
6 ноября 2016 года Картер-Викерс получил свой первый вызов в основную сборную США. Почти год спустя, 14 ноября 2017 года, он дебютировал в составе сборной США, выйдя на замену в игре против Португалии.

## Статистика выступлений
| Клуб                     | Сезон            | Лига             | Лига | Лига | Кубок Англии | Кубок Англии | Кубок лиги | Кубок лиги | Еврокубки | Еврокубки | Итого | Итого |
| Клуб                     | Сезон            | Дивизион         | Игры | Голы | Игры         | Голы         | Игры       | Голы       | Игры      | Голы      | Игры  | Голы  |
| ------------------------ | ---------------- | ---------------- | ---- | ---- | ------------ | ------------ | ---------- | ---------- | --------- | --------- | ----- | ----- |
| Тоттенхэм Хотспур        | 2016/17          | Премьер-лига     | 0    | 0    | 2            | 0            | 2          | 0          | 0         | 0         | 4     | 0     |
| Шеффилд Юнайтед (аренда) | 2017/18          | Чемпионшип       | 9    | 1    | 0            | 0            | 0          | 0          | —         | —         | 9     | 1     |
| Всего за карьеру         | Всего за карьеру | Всего за карьеру | 9    | 1    | 2            | 0            | 2          | 0          | 0         | 0         | 13    | 1     |

## Личная жизнь
Кэмерон является сыном Говарда Картера, американского баскетболиста, игравшего в НБА и европейских клубах, и Джералдин Викерс, уроженки Эссекса, Англия. Картер-Викерс вырос в Эссексе, где посещал среднюю школу в Ли-он-Си, а летние каникулы проводил с отцом в Луизиане. В детстве и подростковом возрасте он также часто играл в баскетбол и занимался лёгкой атлетикой.